# Berson (Gironde)
Berson egy francia település Gironde megyében az Aquitania régióban. Lakosainak száma 1833 fő (2022. január 1.).

## Adminisztráció
Polgármesterek:
- 2001–2020 Jacky Roturier

## Demográfia
| Lakosok száma | 1449 | 1531 | 1490 | 1675 | 1792 | 1786 | 1795 | 1812 | 1808 | 1833 |
|               | 1968 | 1982 | 1990 | 2006 | 2013 | 2015 | 2017 | 2019 | 2020 | 2022 |

## Látnivalók
- Poton kastély
- Puynard kastély
- Saint-Saturnin templom
- Iskola